# Brandon Servania
Brandon Iván Servania (Birmingham, Alabama, Estados Unidos, 12 de marzo de 1999) es un futbolista estadounidense. Juega de centrocampista. Es internacional absoluto con la selección de Estados Unidos desde el año 2020.

## Trayectoria
Servania jugó al fútbol universitario en 2017 para los Wake Forest Demon Deacons de la Universidad de Wake Forest.
Formado en las inferiores del club, Servania fichó por el FC Dallas el 3 de enero de 2018 como jugador de cantera.

## Selección nacional
Es internacional a nivel juvenil por los Estados Unidos. El 23 de octubre de 2018 fue citado por Tab Ramos para jugar el Campeonato Sub-20 de la Concacaf de 2018.
En enero de 2020 fue citado por primera vez a una concentración de la selección de Estados Unidos y debutó el 1 de febrero en un amistoso contra Costa Rica.

## Estadísticas
Actualizado al último partido disputado el 19 de octubre de 2019.
| Tulsa Roughnecks Estados Unidos     |               |               |    |   |   |   |   |    |    |   |
| 2.ª                                 | 2018          | 16            | 0  | - | - | - | - | 16 | 0  |   |
| Total club                          | Total club    | 16            | 0  | 0 | 0 | 0 | 0 | 16 | 0  |   |
| North Texas SC Estados Unidos       |               |               |    |   |   |   |   |    |    |   |
| 3.ª                                 | 2019          | 4             | 0  | - | - | - | - | 4  | 0  |   |
| Total club                          | Total club    | 4             | 0  | 0 | 0 | 0 | 0 | 4  | 0  |   |
| FC Dallas Estados Unidos            |               |               |    |   |   |   |   |    |    |   |
| 1.ª                                 | 2019          | 19            | 2  | 2 | 1 | - | - | 21 | 3  |   |
| 1.ª                                 | 2020          | 0             | 0  | 0 | 0 | - | - | 0  | 0  |   |
| Total club                          | Total club    | 19            | 2  | 2 | 1 | 0 | 0 | 21 | 3  |   |
| Total carrera                       | Total carrera | Total carrera | 39 | 2 | 2 | 1 | 0 | 0  | 41 | 3 |
| (1) Incluye datos de la US Open Cup |               |               |    |   |   |   |   |    |    |   |

## Palmarés

### Títulos nacionales
| Título         | Club           | País           | Año  |
| -------------- | -------------- | -------------- | ---- |
| USL League One | North Texas SC | Estados Unidos | 2019 |

## Vida personal
Su hermano menor, Jaden Servania, también es futbolista profesional y ambos nacieron en Birmingham, Alabama. Jaden es internacional por Puerto Rico y ambos hermanos se enfrentaron el 1 de noviembre de 2018 en el Campeonato Sub-20 de la Concacaf de 2018.